# Ġorġ Borg Olivier

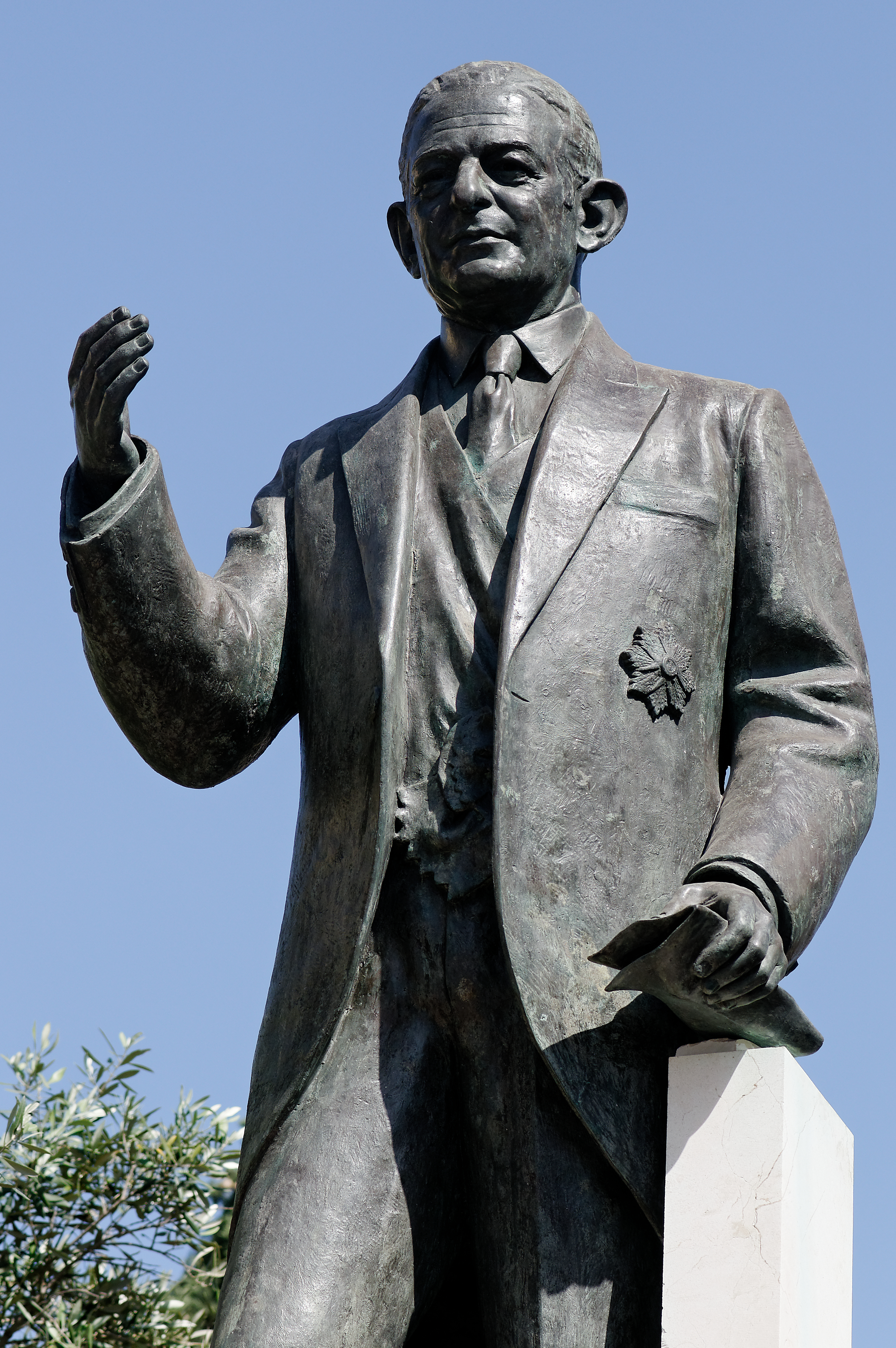
Statue von Ġorġ Borg Olivier auf dem Castille Square in Valletta

Ġorġ Borg Olivier (* 5. Juli 1911 in Valletta; † 29. Oktober 1980 in Sliema, Malta) war ein maltesischer Politiker und zweimaliger Premierminister von Malta.

## Biografie

### Studium und erste politische Tätigkeiten
1937 beendete Borg Olivier das Studium der Rechtswissenschaften an der Königlichen Universität Malta mit einem Doktor der Rechtswissenschaften. Er diente dann bereits 1939 im Regierungsrat und wurde 1947 nach Übernahme der Regierungsverantwortung 1947 in die Gesetzgebende Versammlung gewählt.

### Erste Amtszeit als Premierminister (1951 bis 1955)
Am 26. September 1950 wurde er von Enrico Mizzi zum Minister für Arbeit, Wiederaufbau und Erziehung in sein Kabinett berufen. Als Mizzi bereits am 20. Dezember 1950 verstarb, wurde Borg Olivier dessen Nachfolger als Premierminister und Vorsitzender der Nationalistischen Partei (NP). Nach der Parlamentswahl 1951 bildete er dann eine Koalitionsregierung mit der Labour Party (LP). 1955 unterlag die NP jedoch bei der Parlamentswahl gegen die Labour Party, die unter ihrem Vorsitzenden Dom Mintoff die Regierung bilden konnte. Olivier war anschließend bis 1958 Oppositionsführer im Parlament.

### Zweite Amtszeit als Premierminister (1962 bis 1971) und Unabhängigkeit Maltas
Als Mintoff am 26. April 1958 zurücktrat, führte dies zu einer vierjährigen Verfassungskrise und dazu, dass das Amt des Premierministers bis zum 3. März 1962 unbesetzt blieb. Dadurch fiel Malta auch in den ursprünglichen Kolonialstatus zurück. Anschließend wurde Borg Olivier erneut Premierminister und übernahm zugleich die Ministerien für Wirtschaftsplanung und Finanzen. Nach der Bestätigung der Unabhängigkeitsbemühungen durch ein Referendum erlangte Malta während seiner Amtszeit am 21. September 1964 die Unabhängigkeit. Daraufhin wurde er auch Außenminister von Malta und setzte auch in dieser Position seine politische Philosophie einer moderaten und prowestlichen Politik durch. Bei der Parlamentswahl im März 1966 wurde er wiedergewählt. Borg Olivier war der Überzeugung, dass sich die wirtschaftlichen und verteidigungspolitischen Interessen Maltas am besten durch eine starke Verbindung zur bisherigen Kolonialmacht Großbritannien durchsetzen ließen. Diese Politik scheiterte hinsichtlich der wirtschaftlichen Hoffnungen aber letztlich aufgrund der Kürzung der britischen Verteidigungsausgaben.
Am 17. Juni 1971 unterlag die NP unter Borg Olivier in den Parlamentswahlen der LP unter Mintoff, der Malta 1974 zur Republik erklärte.
Borg Olivier trat 1976 als Vorsitzender der Nationalistischen Partei zurück, blieb aber bis zu seinem Tod Mitglied des Parlaments. Sein Grab befindet sich auf dem Addolorata Cemetery in Paola.

### Privates
Ġorġ Borg Olivier war seit 1943 mit Alexandra Mattei verheiratet. Sie hatten eine Tochter Angela und zwei Söhne, Alexander und Peter.

## Auszeichnungen
- Großkreuz des Silvesterordens, Januar 1964
- Ehrendoktor der Literatur, Royal University of Malta, September 1964[1]
- Großkreuz des Piusordens, November 1964
- Grand Cross of Merit des Malteserordens, Juni 1968